# ادوین آرلینگتون رابینسون
ادوین آرلینگتون رابینسون (به انگلیسی: Edwin Arlington Robinson) شاعر آمریکایی است که به خاطر آثارش سه بار جایزه پولیتزر را تصاحب کرد. شهرت او از جهت اشعار داستانی بلند و تصاویر عینی مبتنی بر روانشناسی از شخصیت‌های انگلستان نو است که معمولاً در قالب شعر سپید ترسیم شده‌اند. اشعار او پلی است بین ویتمن و دیکینسن و شاعران نوگرای سدهٔ بیستم.

## آثار
شعر
- کودکان شب (۱۸۹۷)
- کاپیتان کریگ و دیگر اشعار (۱۹۰۲)
- شهر پایین رودخانه (۱۹۱۰)
- مردی در برابر آسمان (۱۹۱۶)
- مرلین (۱۹۱۷)
- سه میخانه (۱۹۲۰)
- خرمن آون (۱۹۲۱)
- تریسترام (۱۹۲۷)
- شکوه بلبلان (۱۹۳۰)
- جاسپر شاه (۱۹۳۵)
- سیلاب و رودخانه
- لانسلوت
- غزلیات